# Hapalopeza tigrina
Hapalopeza tigrina är en bönsyrseart som beskrevs av John Obadiah Westwood 1889. Hapalopeza tigrina ingår i släktet Hapalopeza och familjen Iridopterygidae. Inga underarter finns listade i Catalogue of Life.